# IC 4133
IC 4133 је елиптична галаксија у сазвјежђу Береникина коса која се налази на листи објеката дубоког неба у Индекс каталогу.
Деклинација објекта је + 27° 59' 15" а ректасцензија 13h 3m 50,9s. Привидна величина (магнитуда) објекта IC 4133 износи 14,4 а фотографска магнитуда 15,4. IC 4133 је још познат и под ознакама MCG 5-31-117, CGCG 160-123, PGC 45140.